# Micropogonias undulatus
Espèce
Statut de conservation UICN

 LC  : Préoccupation mineure
Micropogonias undulatus (Atlantic croaker pour les anglophones) est une espèce de poissons marins de la famille des Sciaenidae, étroitement liée à Pogonias cromis, Bairdiella chrysoura, Leiostomus xanthurus, Sciaenops ocellatus ((en) Sciaenops ocellatus), Cynoscion nebulosus et Cynoscion regalis. Ce poisson est communément trouvé dans les estuaires américains atlantiques ; du Massachusetts au Golfe du Mexique.

## Description

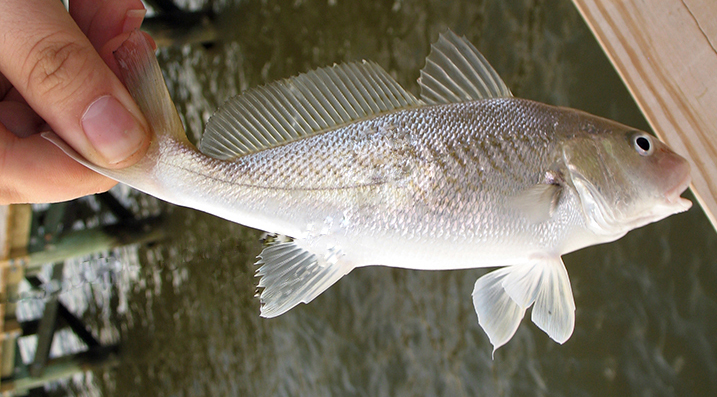
Spécimen prélevé à Pass Christian (Mississippi).

Le nom anglais de croaker vient du bruit que ce poisson peut produire en faisant vibrer les muscles qui sont contre sa vessie natatoire, laquelle fait alors office de  caisse de résonance. Parmi les poissons de cette famille, c'est celui qui produit le bruit le plus intense.
Durant la saison du frai (août à octobre), ce poisson prend une couleur dorée, ce pourquoi on l'appelle aussi "golden croaker". Début août, de minuscules alevins viennent grandir dans la baie de Chesapeake et remontent les eaux saumâtres vers l'eau douce. Ils descendent dans les eaux plus profondes des "rivières à marée" durant l'hiver. Les juvéniles quittent ensuite la Baie, avec les adultes à l'automne suivant. Ils deviennent sexuellement mature à deux ou trois ans, mesurant alors 1-1/2 pieds de long et pesant de 4 à 5 livres (1/2 à 2 livres dans la plupart des cas). Dans la Baie de Chesapeake en Virginie a été enregistrée un spécimen (capturé en août 2007) pesant  8 livres et 11 onces et long de 27 pouces . Ces poissons font l'objet d'une pêche à la ligne et faisaient partie de l'alimentation des peuples autochtones amérindiens et leurs restes sont encore retrouvés dans des  amas coquilliers.  .

## Distribution et habitat
Cette espèce est originaire des eaux côtières de la partie ouest de l'Océan Atlantique. Son aire de répartition s'étend du Massachusetts au Mexique et comprend la moitié nord de la Mer des Caraïbes, mais peut-être pas le sud du Golfe du Mexique ou les Antilles. Il pourrait aussi être présent sur les côtes du sud du Brésil et de l'Argentine. Il est généralement trouvé dans les baies et estuaires plutôt sableux ou vaseux. Il s'y nourrit de vers polychètes, de crustacés et de petits poissons. Il est présent dans la Baie de Chesapeake , de mars à octobre, et se retrouve alors dans toute la Baie aussi loin au nord que les bancs de Susquehanna.

## Gestion
Leur démographie varie beaucoup d'une année à l'autre, l'espèce étant dépendante des conditions de ses habitats qui sont exposés aux pollutions terrigènes (apportées en mer par les fleuves) et aux zones marines mortes. La gestion halieutique de l'espèce est difficile en raison de cette grande variabilité interannuelle.